# Panrama
Panrama est un procédé cinématographique français permettant la projection de films sur un écran de cinéma hémisphérique géant. Les films, tournés avec un objectif de type « fish-eye », sont projetés sur un écran hémisphérique qui permet de corriger l’anamorphose et donc de donner au spectateur l’illusion de se trouver au centre d’une scène filmée. Malgré l'antériorité de Panrama, la technologie Omnimax, plus au point notamment au niveau sonore, lui a été préférée pour l'équipement de la Géode de la Villette.

## Historique
Lors de sa formation d'architecte, Philippe Jaulmes (1927-2017) remarque que l'architecture et le cinéma sont deux manières complémentaires d'appréhender l'espace. En 1954, il concrétise cette conviction en imaginant, pour son diplôme d'architecture, une salle de cinéma hémisphérique dont il dépose le brevet en 1958,. Cette invention, baptisée Panrama, fut présentée pour la première fois au pavillon de la France lors de l’exposition universelle de Montréal, en 1967. Une salle de projection fut construite à Clapiers, près de Montpellier, en 1969, et une autre salle plus vaste fut ouverte à l’Espace Gaîté, 35, rue de la Gaîté à Paris en 1981. Cette salle ne fonctionnera que quelques années.
Les promoteurs de la Géode de la Villette mirent fin aux espoirs de l’inventeur en retenant le procédé canadien et américain Omnimax, dérivé de l’IMAX mais inspiré par le Panrama.  La commercialisation du procédé Panrama se poursuit néanmoins mais avec des ambitions fortement réduites. 
En 2015, le cinéma sphérique (breveté sous le nom de Panrama) a été labellisé patrimoine du XXe siècle par la DRAC.

## Détails du format
Lors de la prise de vues, la sphéricité des images s'obtient avec un objectif fisheye (de très courte focale) spécialement conçu et monté sur une caméra Mitchell VistaVision (35 mm à défilement horizontal et à huit perforations par image). Le projecteur à défilement horizontal, équipé d'un objectif semblable à celui de la caméra et d'une lampe au xénon de 4,2 kW, est placé sous les gradins de la salle, et envoie vers le haut les images sur la sphère aluminée. Le spectateur est situé au centre de l'image, environné de toute part.  Concurrencé par l'Omnimax (1973) et par l'Iwerksphere 870 (1989), le Panrama connaîtra une très faible diffusion. Ce tout premier procédé de projection hémisphérique constitue toutefois une expérience singulière, source de nouvelles théories et formes esthétiques. Abel Gance écrit par exemple : « Nous voici de plain-pied au cœur d'un des sujets qui n'a cessé de me harceler depuis un demi-siècle : l'œil en liberté du Cinéma »,.

## Utilisation
À l'instigation de Philippe Jaulmes, une salle de 50 places est spécialement construite en 1969 à Clapiers, dans la banlieue de Montpellier, avec un écran de 12 mètres de diamètre (soit environ 180 m2). Ce bâtiment insolite, fermé depuis le début des années 2000, est aujourd'hui protégé au titre des monuments historiques. En 1981,une salle de 235 places équipée d'une coupole hémisphérique de 17 mètres de diamètre (350 m2 de surface) inclinée à 30° est inaugurée à l'Espace Gaîté, 35, rue de la Gaîté à Paris. Cette salle ne fonctionnera toutefois que quelques années. Le Panrama est alors exploité par les Ateliers du cinéma total, rassemblant Philippe Jaulmes et plusieurs techniciens à Montpellier.